# Histoire des transports en commun de Nantes

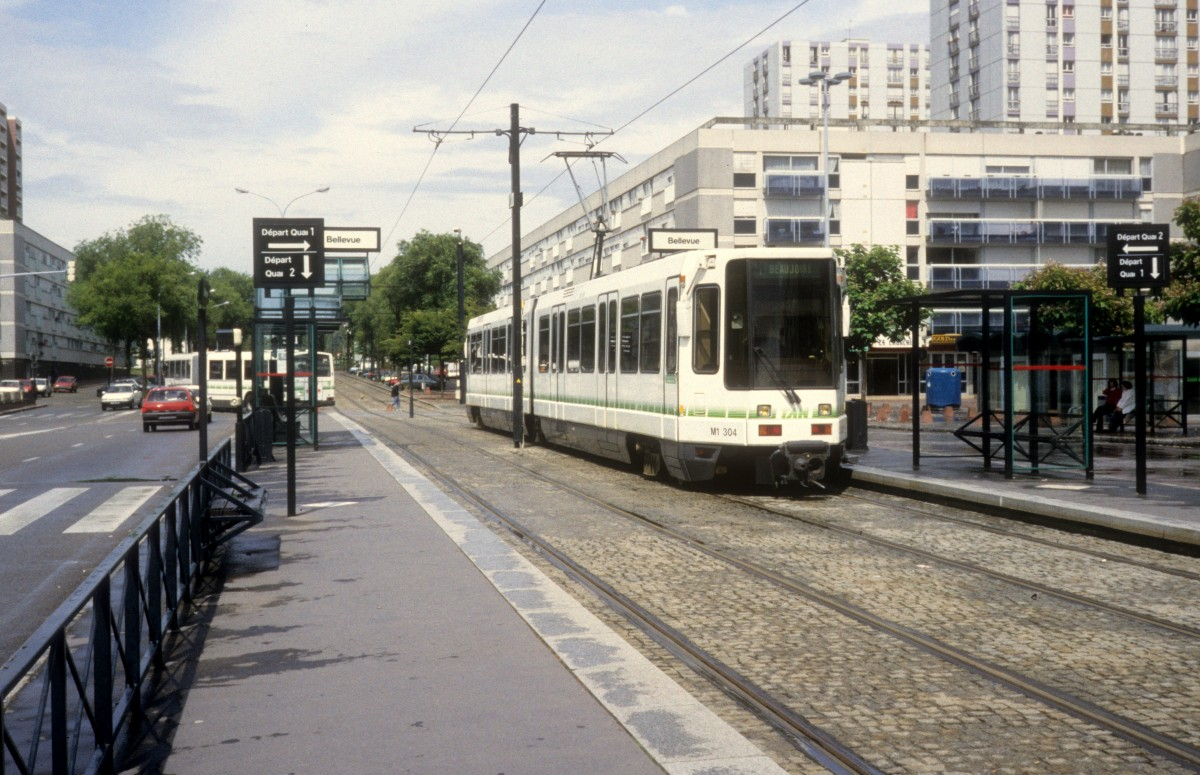
Tram de Nantes, arrêt de Bellevue, 1992

L'histoire des transports en commun de Nantes présente un intérêt certain dans la mesure où cette ville a à plusieurs reprises, été dans les premières, voire la première (en France), à utiliser : les omnibus en 1826, le tramway à air comprimé en 1876, et à remettre en service le tramway dans les années 1980.

## Chronologie générale des transports en commun nantais
- 1826 : création à Nantes du premier réseau de transports en commun en France et peut-être dans le monde[1], assuré par des omnibus ; début de l'utilisation du mot "omnibus" pour désigner un véhicule et un système de transport,
- 1876 : premier tramway nantais, à air comprimé, création de la Compagnie des tramways de Nantes (CTN)
- 1887 : mise en service du Roquio, premier bateau à vapeur assurant le transport de passagers sur la Loire entre le port de Nantes, Chantenay-sur-Loire et Trentemoult,
- 1889 : abandon des omnibus,
- 1915 : début de l'électrification du tramway,
- 1924 : premiers bus,
- 1958 : abandon du tramway, la CTN devient la Compagnie nantaise de transports en commun (CNTC)
- 1970 : abandon des Roquios,
- 1974 : création d'une Autorité organisatrice de transports, le SITPLAN (Syndicat intercommunal des transports de l'agglomération nantaise), qui regroupe 9 communes.
- 1975 : fin de la concession de la CTN/CNTC
- 1976 : début de l'exploitation du réseau par la Société des transports de l’agglomération nantaise, puis, le 1er janvier 1979, par la Société d'économie mixte des transports en commun de l'agglomération nantaise (SEMITAN), qui dessert 13 communes.
- 1981 : début des études pour une nouvelle ligne de tramway moderne,
- 1985 : mise en service de la première ligne de tramway moderne,
- 1992 : ouverture de la ligne 2,
- 2000 : ouverture de la ligne 3 et mise en place de la desserte de la Métropole par TER,
- 2005 : mise en service du Navibus, navette fluviale entre le quai Ernest-Renaud à Nantes et le port de Trentemoult,
- 2006 : mise en service de la première ligne du Busway (ligne 4)[2].
- 2012 : mise en service des quatre premières lignes de Chronobus, nom donné pour des lignes de bus à haut niveau de service et en partie en site propre.
- 2013 : mise en service de trois lignes de Chronobus supplémentaires.
- 2018 : mise en service de deux lignes de Chronobus supplémentaires.
- 2020 : mise en service de la ligne 5 du Busway.

## Le début des transports en commun: les omnibus

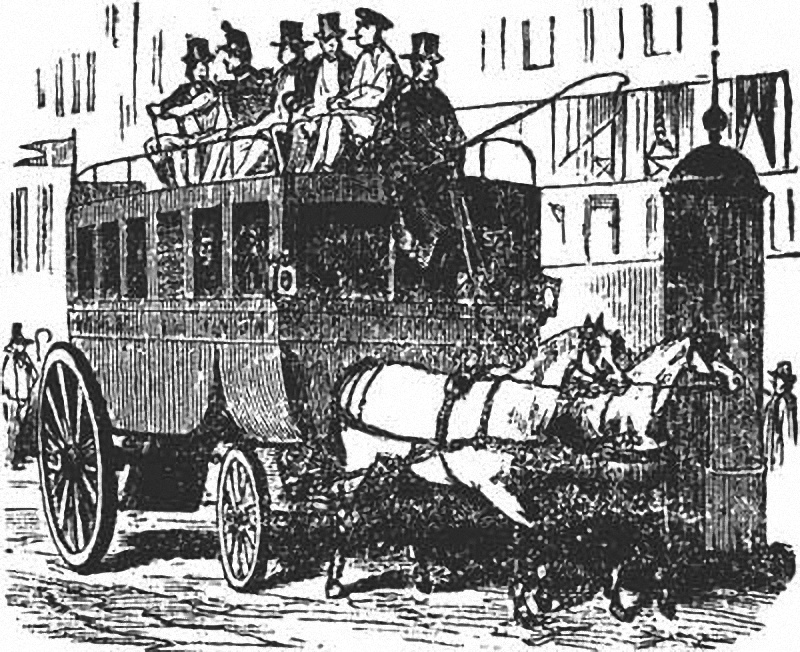
Omnibus parisien par David W. Bartlett.

### D'Etienne Bureau à Stanislas Baudry (1826)
Au début du XIXe siècle, Étienne Bureau, petit-fils d'armateur, imagine un véhicule pour transporter les employés de son entreprise entre les bureaux situés rue Jean-Jacques-Rousseau et les entrepôts des Salorges où se trouvent les services de la Douane.
Ce véhicule aurait reçu le surnom d'omnibus, en relation avec la boutique d'un chapelier « Omnes », située place du port au Vin (devenue place du Commerce), où stationnaient les véhicules ; la boutique affichait l'inscription Omnes Omnibus.
En 1826, Stanislas Baudry, un ancien médecin-officier de l’Empire, devenu minotier à Nantes, récupère l'eau de condensation de ses machines à vapeur pour chauffer l'eau des bains publics qu'il installe à proximité de son usine, situé dans le faubourg un peu excentré de Richebourg. Il reprend l'idée d'Etienne Bureau pour transporter des clients entre la Place de la Bourse et ces bains, au moyen d'un véhicule hippomobile à deux banquettes. Il semble s'être aperçu rapidement que les gens étaient demandeurs de transport collectif, meilleur marché que les fiacres (qui existaient à Nantes depuis 1771) ; il demande donc à la municipalité de Nantes l’autorisation d’établir un service de voitures publiques.

### Les premiers réseaux de transport public: Nantes, puis Paris (1828-1830)
Le 10 août 1826, il lance son entreprise qui commence à opérer le 30 septembre avec deux voitures suspendues pouvant recevoir chacune 16 personnes :
- l'une relie la rue de Richebourg aux Salorges où se trouve l’entrepôt des Douanes ;
- l'autre relie le pont de la Poissonnerie à la tour de Pirmil[6]

Il s'inspire du succès de l’opéra-comique de Boëldieu, « La Dame Blanche », pour baptiser ses attelages et l'entreprise elle-même, mais le surnom d'omnibus est présent très rapidement comme le montre un "reportage" du Petit Breton le 2 décembre 1826.
En avril 1828, Stanislas Baudry met en service les deux premières lignes d'omnibus de Paris avec l'Entreprise générale d'omnibus (EGO), première utilisation officielle du mot "omnibus" ; par ailleurs, l'EGO constituée avec des associés parisiens, rachète le capital de la compagnie nantaise. Après une phase de succès, l'EGO connaît des difficultés durant l'hiver 1830, très rigoureux ; l'entreprise est menacée de faillite et Stanislas Baudry se suicide le 13 mars 1830. En réalité, cette crise va être surmontée et un rôle important revient alors à Edme Fouquet.

### Les omnibus nantais après 1830
L'apparition de nouvelles entreprises d'omnibus à Nantes entraîne une concurrence excessive et la faillite de plusieurs d'entre elles,. De retour à Nantes, Edme Fouquet élimine tous ses rivaux et obtient la création de nouvelles lignes. 
Dès 1840, trois nouvelles compagnies s’attaquent à son monopole, les Nantaises, les Favorites (également appelées les Chantenaisines), et les Bretonnes. En 1845, W. Derrien devient patron des Bretonnes. En 1852 est créée une quatrième société, les Hirondelles. Au total une trentaine d’omnibus circulent alors à travers les rues de Nantes.
En 1857, la municipalité tente de réglementer l’usage des voies publiques par arrêtés municipaux et favorise la fusion des entreprises : ainsi naît, le 9 avril, la "Compagnie générale des omnibus" (Nantes) par la fusion de l'entreprise de MM. Fouquet et Boets, qui desservait la ligne des Ponts, et celle de MM. Duchesne et Rappin, qui desservait le Quai de la Fosse et Pont-Rousseau. Seule la compagnie "les Bretonnes" ne fusionne pas avec les autres. Les écuries de la CGO sont situées au 18 rue des Olivettes, Cour de la Poule Noire. 
Une innovation technique majeure intervient en 1838, avec l'invention de nouvelles voitures à six roues et à train articulé, qui permet des véhicules de plus grande capacité.

### La naissance des titres de transport
Dans la nuit du 16 au 17 février 1835, un violent incendie ravage les écuries louées par Edmet Fouquet, propriétaire de la nouvelle Compagnie des Dames Blanches, Cour Douard et Cour de la Poule Noire (près de la rue des Olivettes). Le foin et l’avoine sont perdus, mais les animaux sont sauvés. Fouquet est au bord de la faillite : pour relancer son entreprise, Fouquet doit s’associer au négociant nantais Boëts.
C’est à la suite de l’association de ces deux hommes que vont apparaître les titres de transport prépayés. Jusqu'à cette époque, lorsqu’un passager monte dans un omnibus, il paye directement sa place au contrôleur, ce qui générait des transactions qui se répercutaient sur le temps de transport. 
Pour gagner du temps sur les concurrents, que Fouquet et Boëts ont l’idée d’inventer les titres de transport modernes. Il s'agit de jetons de cuivre appelés « tickets métalliques », qu’il suffit de remettre au contrôleur avant de prendre place. Ce n’est qu’à la fin du XIXe siècle que l’on utilisera des tickets de papier par mesure d’économie. Ces tickets métalliques permettaient en outre de fidéliser la clientèle, car pour dix achetés, le onzième était gratuit.
Les plus anciens spécimens sont en laiton, de forme octogonale et portent les légendes suivantes :

A l’avers, ENTREPRISE DES DAMES BLANCHES . NANTES. Au centre, FOUQUET & BOETS en trois lignes.

Au revers, FETES ET DIMANCHES EXCEPTES. Au centre, BON POUR UNE PLACE en trois lignes.

Ils pèsent environ 4 g et mesurent 23 mm de diamètre.

## Le premier réseau nantais de tramway (1876-1958)

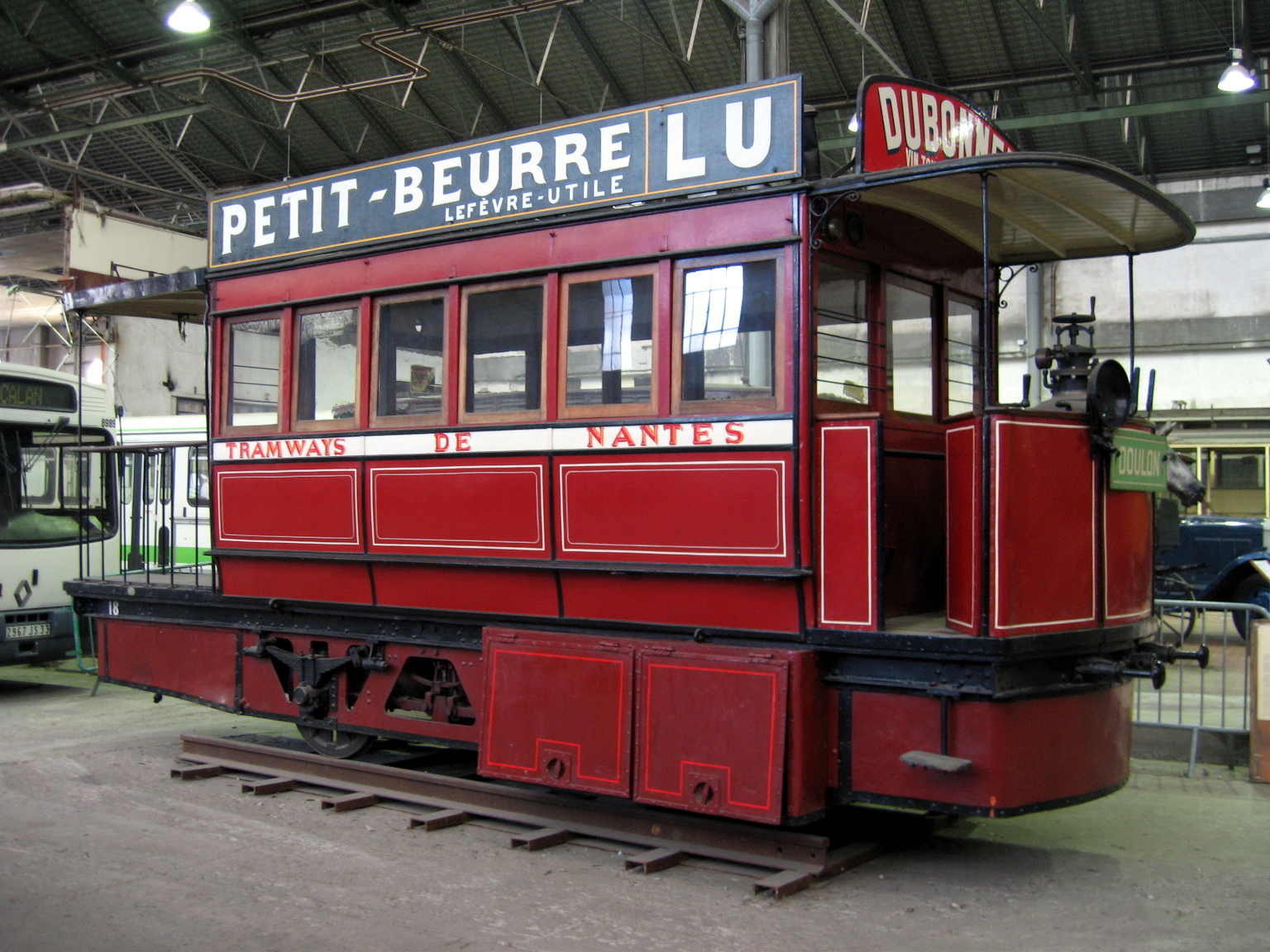
Tramway historique préservé à l'AMTUIR.

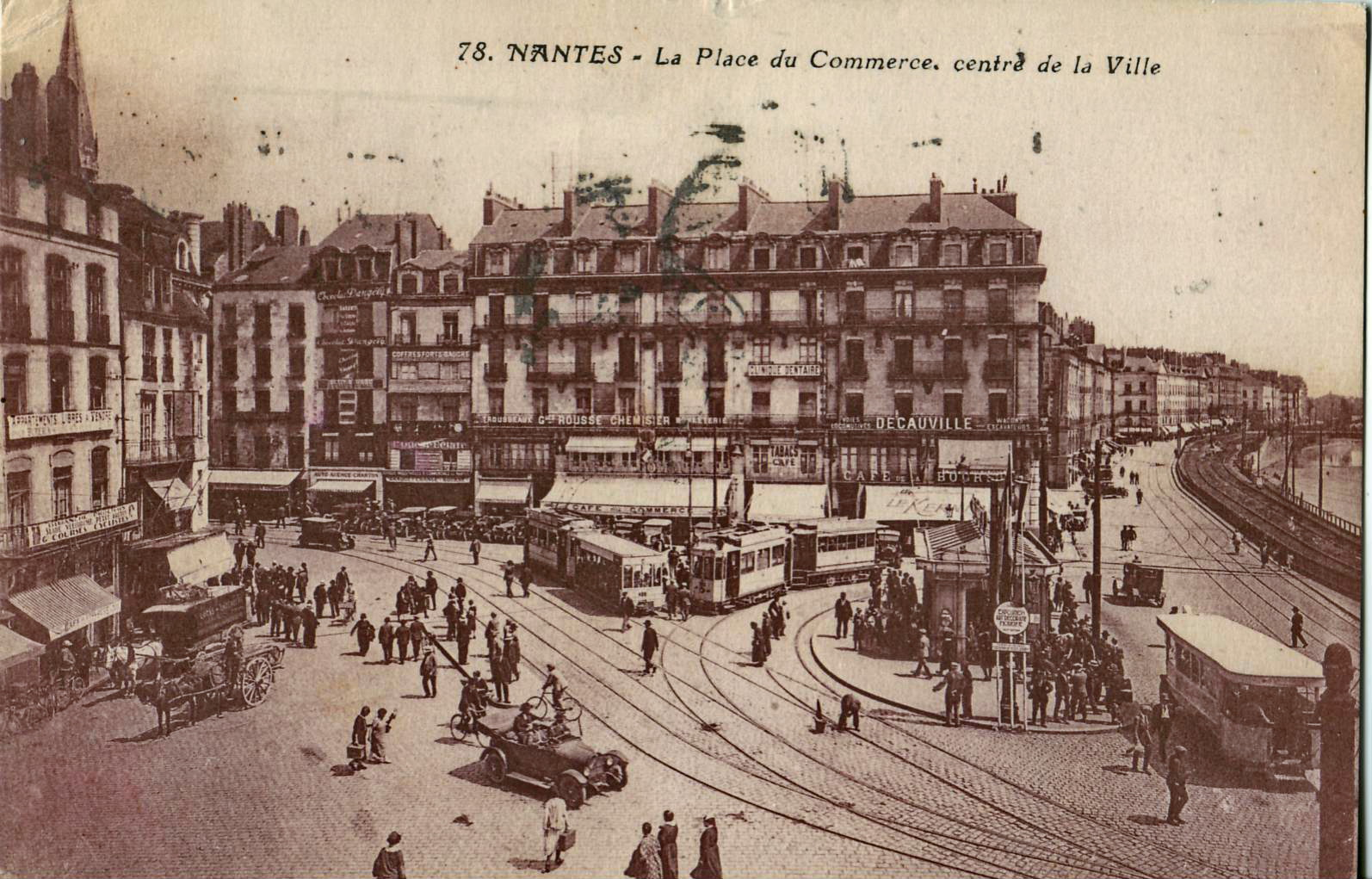
On distingue nettement l'implantation complexe des voies de l'ancien tramway de Nantes, place du Commerce, dans l'entre-deux-guerres

- En 1875, la municipalité opte pour le tramway dont la réalisation est confiée à la Société des Moteurs à Air Comprimé.
- Le 7 novembre 1876, la ville autorise Louis Mékarski à exploiter une ligne de tramway reliant Doulon à la gare maritime, via la place du Commerce.
- Le premier tramway à air comprimé fut inauguré le 12 février 1879. Nantes devient ainsi la première ville à exploiter ce nouveau genre de locomotion pour les transports en commun[7]. Louis Mékarski assiste à l’inauguration de la première locomobile à air comprimé à Nantes et présente à Paris, devant le maréchal de Mac-Mahon, président de la République, ce nouveau mode de locomotion. Les Nantais adoptent d’emblée le tramway Mékarski et la municipalité programme en 1887 une seconde ligne nord-sud traversant les ponts de la Loire, puis 3 autres lignes à partir de 1897[14].
- En 1898, les omnibus à chevaux disparaissent de Nantes. Vichy, Nogent, Paris, Versailles ou Berne suivent l’exemple nantais en remplaçant leurs omnibus ou leurs tramways hippomobiles par des tramways Mékarski.
- En 1911, ce sont 39 kilomètres de lignes qui desservent la ville, transportant déjà douze millions de voyageurs par an[15].
- Le 5 mai 1911, le maire, Paul Bellamy, annonce l’électrification du réseau[7]. La guerre est déclarée alors que les travaux viennent de commencer.
- En 1915, 8 lignes sont en service, mais les travaux ne s’achevèrent qu’en décembre 1919 à cause de la guerre.
- Le 23 décembre 1924, les premiers bus font leur apparition, ils sont d'abord huit puis 12 à sillonner la ville sur des lignes à faible trafic complétant celles du tramway.
- En 1932, Nantes dispose  d’un réseau de 20 lignes desservant 14 itinéraires. Le pôle d’échange est situé place du Commerce (qui est aujourd’hui toujours le plus grand pôle d’échange de l'agglomération). À Nantes, comme dans la plupart des villes de France, le bus remplace progressivement le tramway, devenu vétuste, bruyant et inconfortable.
- Les dernières rames qui parcouraient la ville cessent leur activité le 27 janvier 1958[7].

## Les autobus à Nantes (de 1924 à nos jours)
Dans les années 1950 et 1960, le transport par bus est assurée par la CNTC (Compagnie nantaise des transports en commun), entreprise de statut privé, mais subventionnée par la municipalité. 
Nombre de communes de banlieue (comme Saint-Sébastien-sur-Loire) sont alors desservies, comme les communes rurales, par les cars Drouin qui ont alors leur gare centrale au no 5 allée Duquesne (cours des 50-Otages).
En 1975, est créé le Syndicat intercommunal des Transports de l'agglomération nantaise, première structure intercommunale, qui deviendra le SIMAN (Syndication intercommunal à vocation multiple...) en 1978, tandis que la CNTC devient une société d'économie mixte, la SEMITAN, qui est chargée non seulement de faire fonctionner les bus, mais aussi de construire la première ligne de tramway. Les bus nantais vont progressivement s'étendre à l'ensemble de l'agglomération. Au delà, ce sont les cars Lila gérés par Conseil général (anciennement  Réseau Atlantic) qui opèrent.
À partir de 1985, les transports par bus vont évoluer en fonction de la mise en service des nouveaux modes de transport (tramway, busway, trains urbains, navibus) ; Depuis la rentrée 2013, les chronobus sont en service, ce sont des lignes de bus à haut niveau de service.

## Le renouveau du tramway à Nantes (depuis 1979)

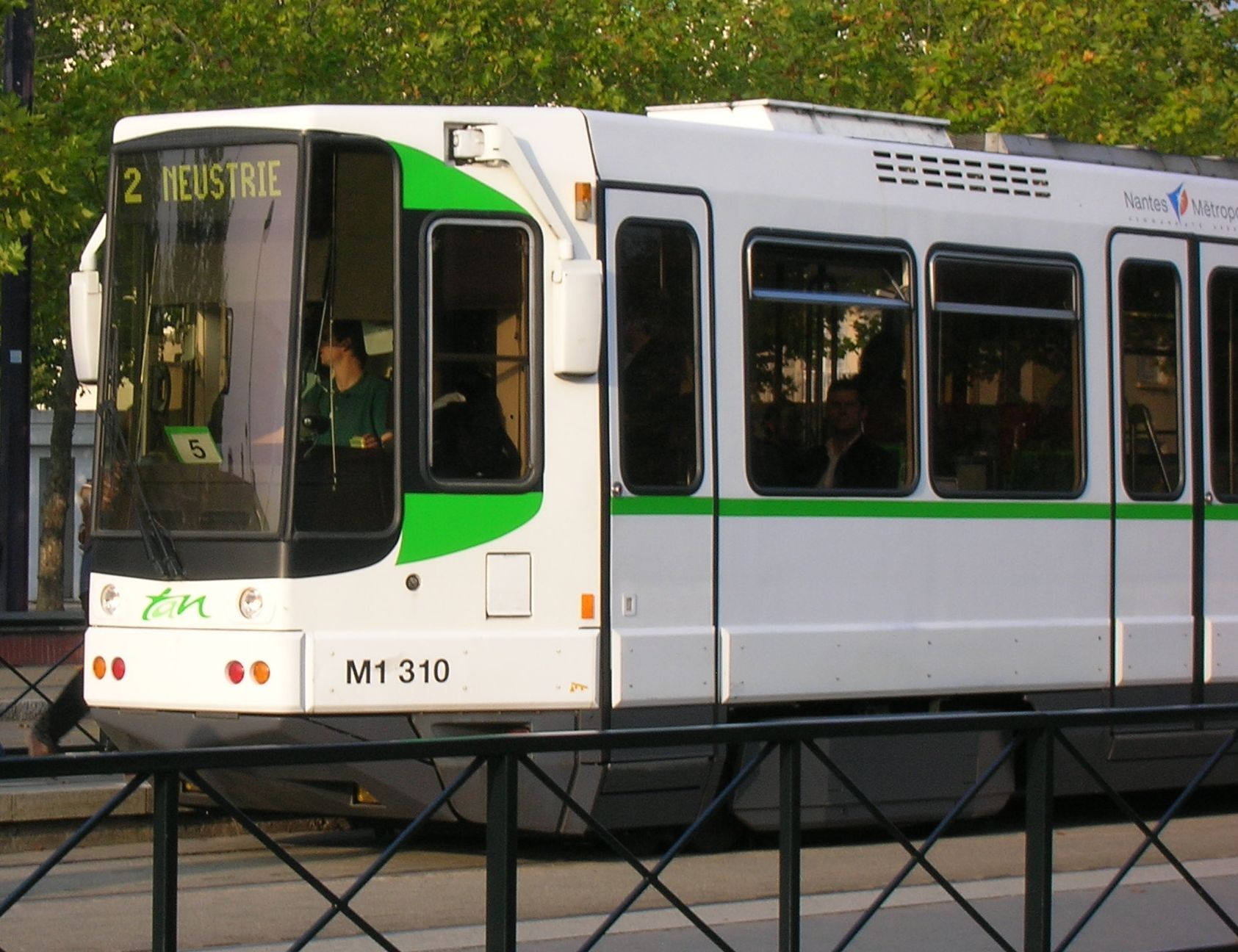
Rame TFS, premier type de modèle de tramway moderne en France.

Dans les années 1970, Alain Chénard, élu maire en 1977, lance un projet de tramway moderne. À l’époque, l'agglomération possédant un des plus grands réseaux de bus de France en chiffre et en qualité, exploitée par la Semitan.
- En 1979, est mise en place une équipe technique pour le projet de tramway.
- Le 15 mars 1980 l'appel d'offre est lancé auprès des constructeurs français.
- Le 10 février 1981 : prise en considération du projet de première ligne.
- Novembre 1981 : signature d'une convention entre l'État et l'union des constructeurs.
- Le 2 avril 1984 : livraison de la première rame.
- Décembre 1984 : ouverture gratuite de la ligne au public, après quelques mois d'interruption du chantier, liée à l'arrivée, en mars 1983, d'une nouvelle équipe municipale.
- Le 7 janvier 1985 : début de l'exploitation commerciale de la première ligne, reliant Bellevue à la Haluchère.
- En septembre 1992, une deuxième ligne est ouverte reliant Orvault à Pirmil.
- En 2000 une troisième ligne est ouverte reliant Plaisance à Hôtel-Dieu, ainsi que le prolongement de la première ligne.

Aujourd’hui Nantes possède 43,5 km de voies de tramway réparties sur 3 lignes.
En septembre 2007, le nouveau terminus Gare de Pont-Rousseau qui permet une connectivité avec la gare TER est celui de la ligne 2. L'ancien tracé de la ligne 2 est repris par la ligne 3 qui va donc jusqu'au terminus de la Neustrie.

## Autres modes de transports publics de l'agglomération nantaise

### Le transport ferroviaire
Le train a joué un rôle depuis la création des lignes de chemin de fer au XIXe siècle (cf. page Histoire de Nantes) avec les gares disséminées dans les communes proches (Chantenay, Saint-Herblain, Couëron, Saint-Sébastien-sur-Loire, Vertou, Rezé, Doulon, etc.), bien qu'il n'y ait jamais eu de "lignes de banlieue" spécifiques. Ce rôle a diminué au cours du XXe siècle avec la fermeture de nombreuses lignes secondaires, mais depuis une décennie, les responsables ont décidé de réactiver ce mode de transport.
Depuis 2000, Nantes Métropole a décidé de réutiliser le réseau ferroviaire autour de Nantes, afin d'étoffer le réseau de transports en commun urbain et péri-urbain. Ainsi, la SNCF et la Semitan ont développé un partenariat portant sur la desserte de l'ensemble des gares de l'agglomération par les trains régionaux. Les usagers du réseau de la Semitan peuvent donc désormais les emprunter avec leur titre de transport.
C'est ainsi que sur la ligne Nantes-Saintes, où la gare de Vertou est toujours restée en usage, deux gares ont été créées à Saint-Sébastien-sur-Loire : Frêne-Rond et Pas-Enchantés. 
Depuis le 15 juin 2011, un tram-train reliant Nantes à Clisson dessert ces quatre gares en complément des TER qui y circulent. À terme, les tram-trains seront amenés à se substituer à ces derniers.
Le 28 février 2014, un tram-train circule également sur la ligne de Nantes-Orléans à Châteaubriant desservant notamment cinq gares sur l'agglomération nantaise :  une à Nantes (Haluchère-Batignolles) et quatre à La Chapelle-sur-Erdre (Babinière, Erdre-Active, La Chapelle-Centre et La Chapelle-Aulnay).

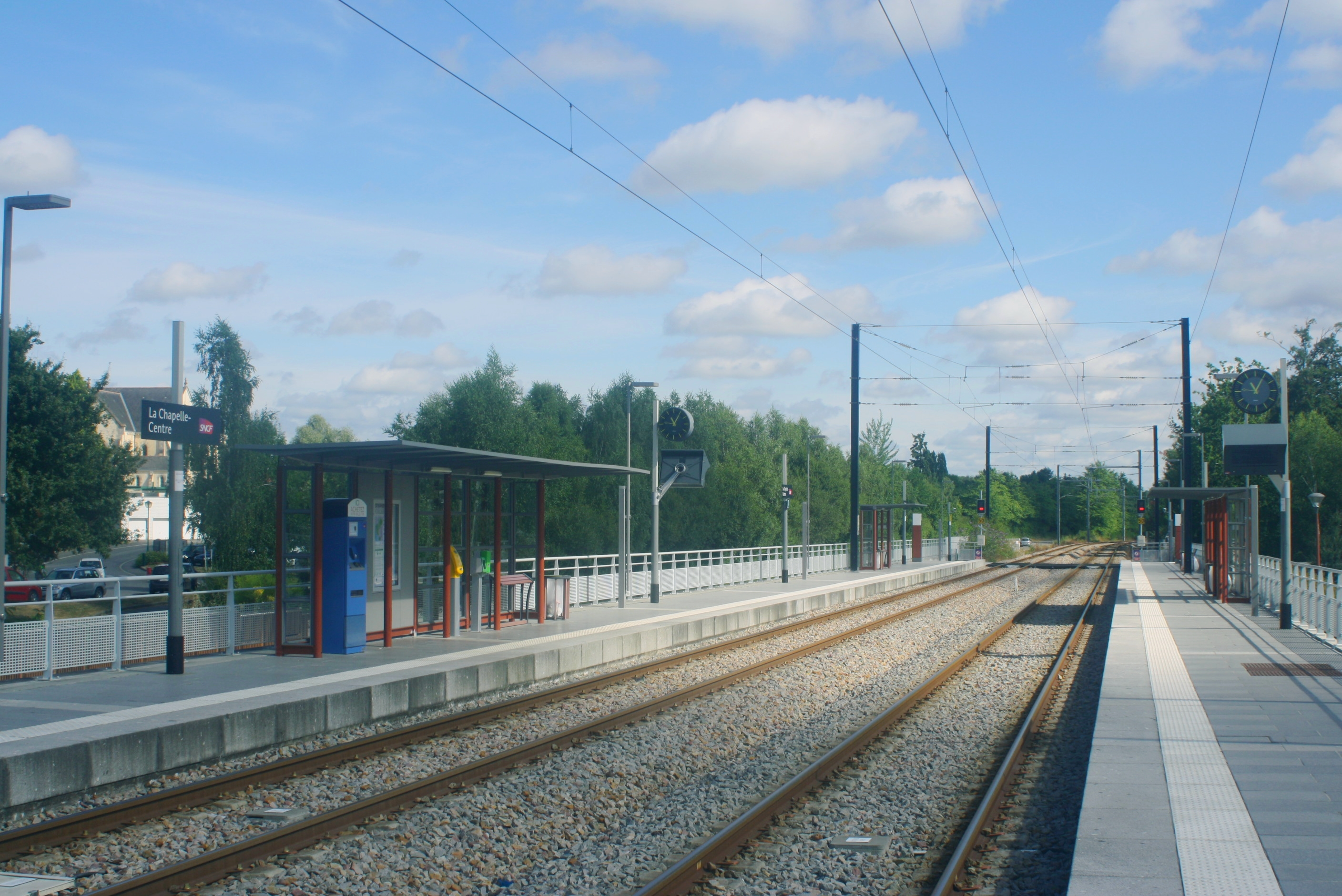
Halte de La Chapelle-Centre du tram-train

### Le Busway

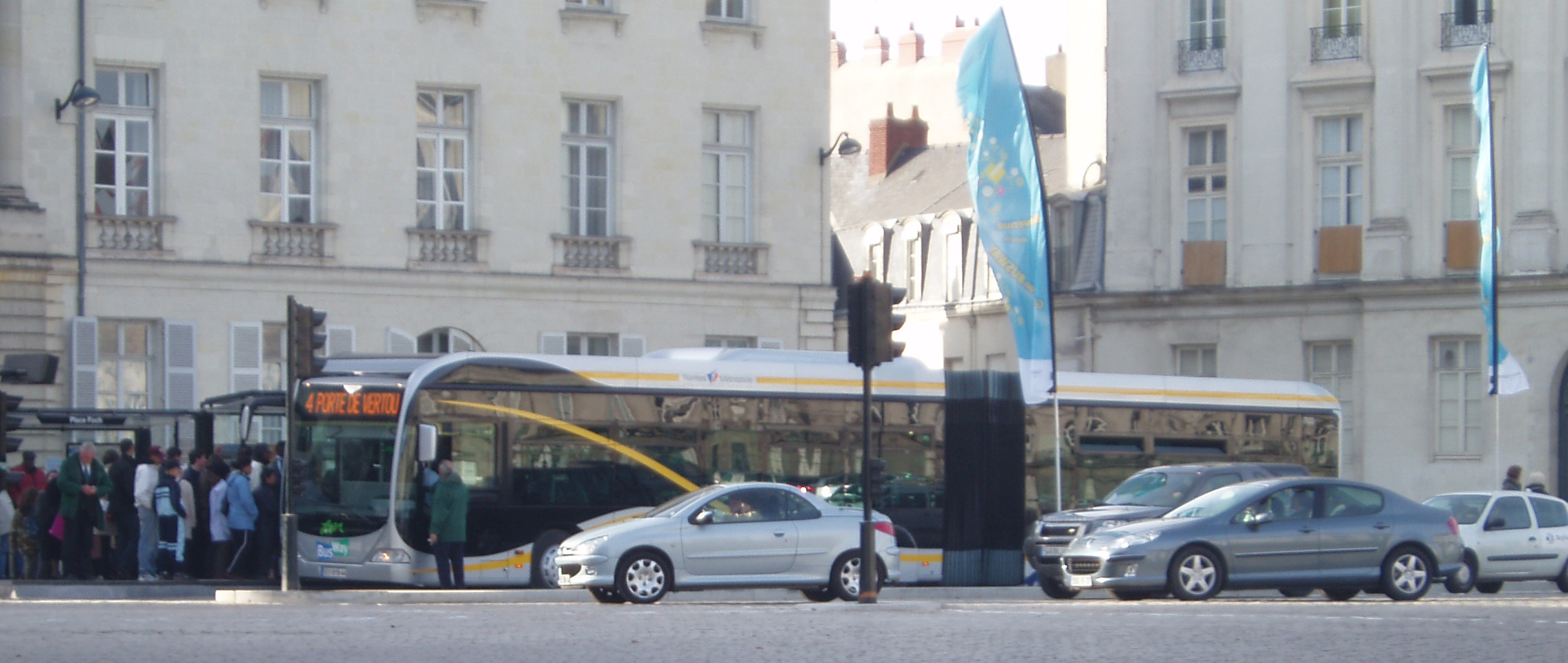
La ligne 4 de Busway à son terminus de la place Foch le 4 novembre 2006, jour de son inauguration

Le 6 novembre 2006, la première ligne de bus à haut niveau de service de Nantes est mise en service entre la place Foch et la porte de Vertou sur le périphérique nantais. Il s'agit d'une ligne de bus, mais en site propre, donc très rapide. 
Le Busway a remplacé un projet de ligne de tramway dont l'abandon (trop coûteux selon les responsables) est d'abord ressenti défavorablement par les maires de Saint-Sébastien-sur-Loire et de Vertou. À l'expérience, le Busway ne paraît pas susciter trop de réserves.

### Les Navibus
Des liaisons fluviales régulières ont été établies par la SEMITAN :
- Trentemoult (Rezé) - Gare maritime (Nantes) à travers la Loire ;
- Passeur de l'Erdre - Traverse l'Erdre au niveau du quartier Port-Boyer il relie les arrêts Petit-Port/Facultés sur la rive gauche et Port-Boyer sur la rive droite.
- La Jonelière-canal Saint-Félix le long de l'Erdre. Cette dernière ligne a été supprimée en août 2009 faute d'affluence suffisante.

## Les projets
- Deux lignes de tramway (6 et 7), ainsi qu'une de Busway (ligne 8) traversant l'île de Nantes[18].

- Transformation de la ligne de Chronobus C5 en une ligne 5 du Busway[18].

- Création d'une ligne structurante au sud-ouest de la métropole avant 2026, depuis les pôles d'échange de Gréneraie et Pirmil jusqu’à l’extérieur du périphérique. Le mode de transport prévu pour cette ligne n'est pas encore défini (Busway ou chronobus)[18].

- Après la mise en service de la première phase de la connexion des lignes 1 et 2 du tramway de Nantes en 2012, la seconde phase entre Ranzay à Babinière qui sera réalisée d’ici 2024. Les études concernant la troisième phase entre Babinière et École centrale doivent être lancées avant 2020[18].

- Trois lignes de navibus sont aussi en projet[19] :
  - Hangar à Bananes - Bas-Chantenay (mise en service début 2020)
  - Trentemoult Aval - Bas-Chantenay (mise en service prévue en 2022)
  - Trentemoult Aval - Gare Maritime (mise en service prévue en 2022)

- Plusieurs dessertes en tram-train sont également à l'étude, sans date d'échéance, dont notamment :
  - Nantes - Pornic[20], projet aujourd'hui limité à Sainte-Pazanne et en TER classique[21] ;
  - Nantes - Carquefou[20].

- Le 24 avril 2019, la ministre des Transports Élisabeth Borne annonçait le projet de la mise en place de deux navettes autonomes dans l'agglomération nantaise[22] :
  - la première entre le terminus de la ligne 3 Neustrie et l'aéroport de Nantes-Atlantique (la prolongation de la ligne 3 jusqu'à l'aéroport n'étant pas envisagé dans l'immédiat, une desserte TER passant par la gare de Rezé serait néanmoins plus cohérente selon Bertrand Affilé, vice-président de Nantes Métropole chargé des déplacements[23]) ;
  - la seconde entre la gare de Doulon et celle de Carquefou, sur la section désaffectée de l'ancienne plate-forme ferroviaire de la ligne de Segré à Nantes-État qui sera préalablement déferrée pour être transformée en voie routière exclusivement dédiée à la circulation de ces véhicules.

Les modalités d'exploitation de ce mode de transport ne semblent pas encore avoir été définies entre Nantes Métropole et l'État.